# 폴란드 배구 국가대표팀

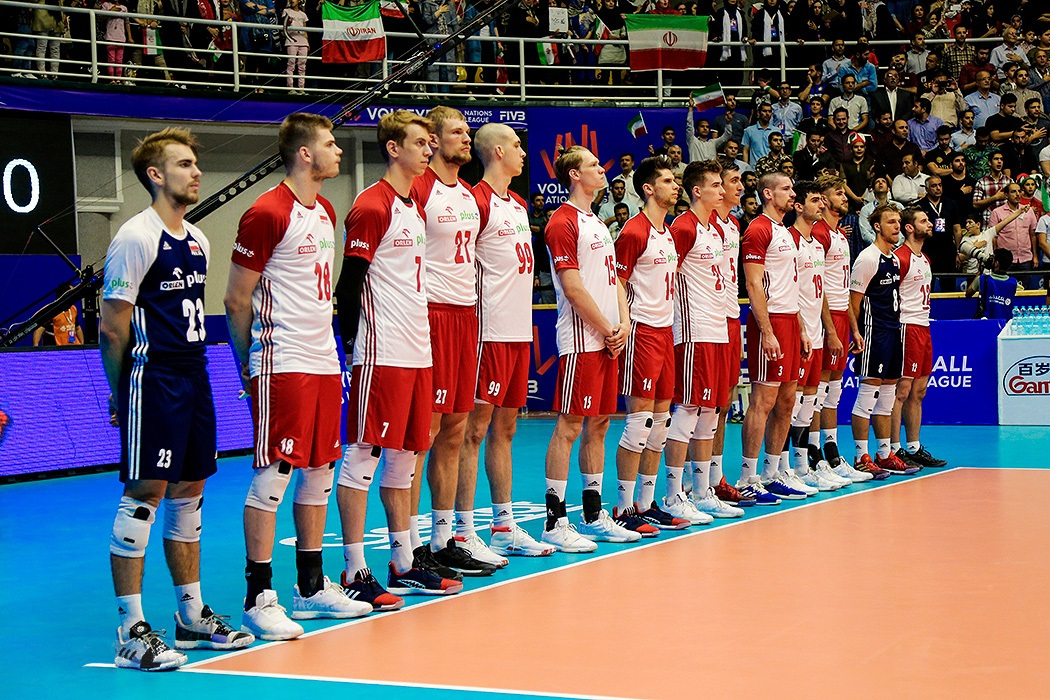

폴란드 배구 국가대표팀(폴란드어: Reprezentacja Polski w piłce siatkowej)은 폴란드를 대표하여 국가대항전에 참가하는 배구 국가대표팀으로 폴란드 배구 연맹에 의해 운영된다.